# Epidemia phaedrus
Epidemia phaedrus är en fjärilsart som beskrevs av Hall 1924. Epidemia phaedrus ingår i släktet Epidemia och familjen juvelvingar. Inga underarter finns listade i Catalogue of Life.